# Cracca argyrotricha
Cracca argyrotricha là một loài thực vật có hoa trong họ Đậu. Loài này được (Harms) Kuntze mô tả khoa học đầu tiên năm 1898.